# Valkýra

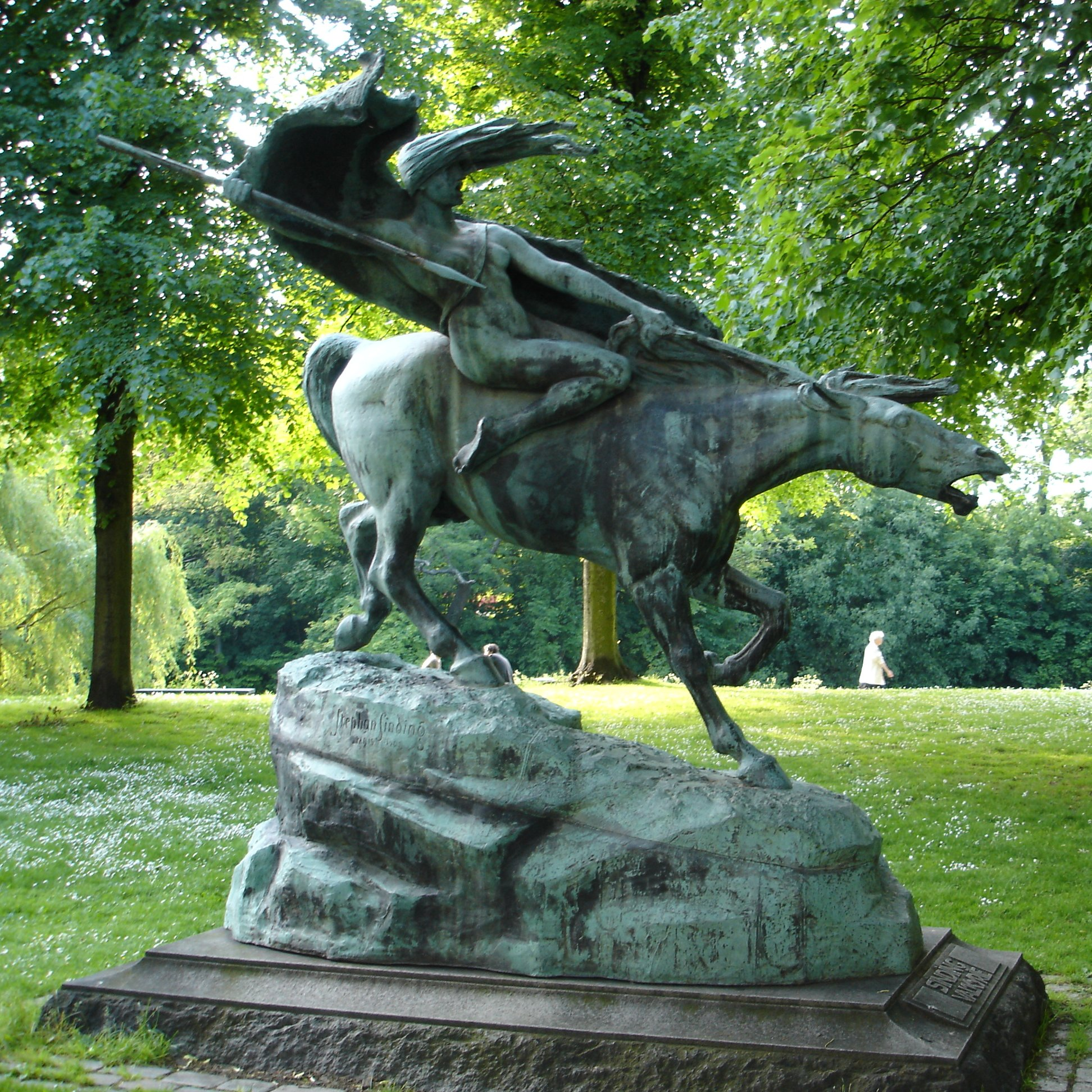
Socha valkýry v Kodani

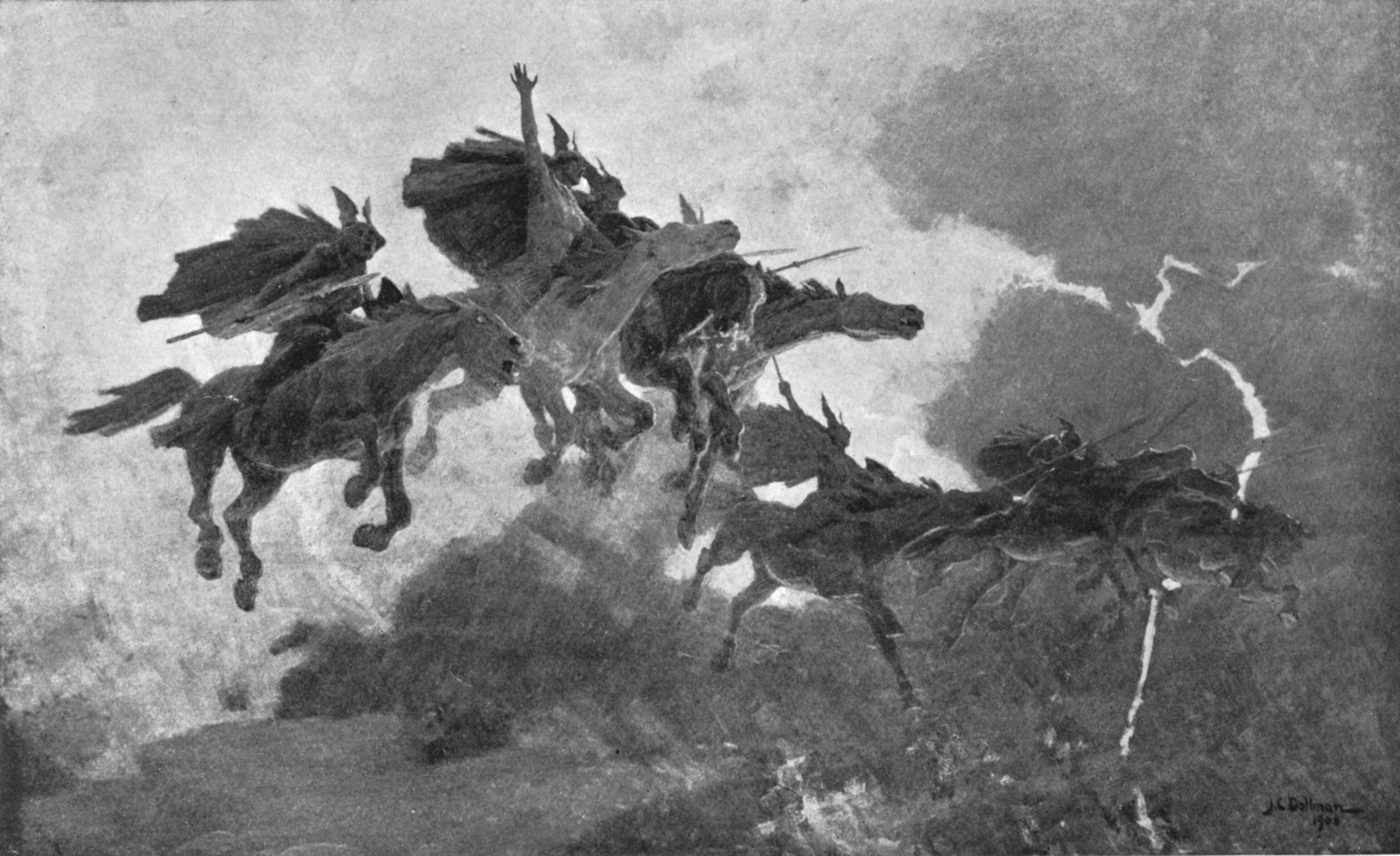
Jízda valkýr od Johna Charlese Dollman 1909

„Noční hlídka valkýry“ od Edwarda Roberta Hughese

Valkýry jsou podle severské mytologie dísy, které s nornou Skuld vybírají na bitevních polích duše padlých válečníků hodných Valhally, kterým se pak říká Einherjové. Jejich samotné jméno pochází z tohoto údělu. Severské slovo valkyrja (množné číslo valkyrjur), je složeno ze dvou slov. Z podstatného jména valr (odkazujícího na zabitého na bojišti) a slovesného kjósa (ve smyslu „vybrat“). Společně tedy znamená doslova „vybrat ze zabitých“.
Dle pověstí se jedná o krásné, ale nebezpečné dívky – válečnice ozbrojené štíty, oštěpy a přílbami, jež slouží svému bohu Ódinovi. Valkýry, jezdící do bitev na okřídlených koních, dle Ódinových pokynů řídily boj, střežily válečníky nebo je nechávaly padnout. Mají moc vyvolávat ty, kdo zahynou, a určovat vítězství. V dobách míru obsluhují a rozptylují padlé válečníky ve Valhalle.

## V kultuře
Starší Edda obsahuje báseň Sigrdrifomál (Píseň o Sigurdovi), ve které valkýra prozradí z vděčnosti kouzlo hrdinovi, svému zachránci.
Jména valkýr zmíněných v Písni o Grímnim (Grímnismál): Hrist, Mist, Skeggjöld, Skögul, Hild, Trúd, Hlökk, Herfjötur, Göll, Geirahöd, Randgríd, Rádgríd, Reginleif.
Ze jmen všech valkýr je složen text skladby Svanrand hudebního uskupení Heilung.
Richard Wagner napsal operu Valkýra jako součást čtyřdílného cyklu Prsten Nibelungův. Tento cyklus tvoří Zlato Rýna, Valkýra, Siegfried a Soumrak bohů. Richard Wagner tyto čtyři opery tvořil v letech 1848–1874. Byl autorem nejen hudby, ale i libreta a toto kolosální dílo byl s to završit jen díky podpoře krále Ludvíka II. Bavorského.